# Johannes Irmscher
Johannes Irmscher (ur. 14 września 1920 w Dreźnie, zm. 23 maja 2000 w Rzymie) – niemiecki historyk, badacz antyku, bizantynolog, czołowy badacz starożytności w NRD. 

## Życiorys
Studia rozpoczął w 1938 roku na Uniwersytecie w Lipsku w zakresie filologii klasycznej. W 1940 musiał przerwać studia, bo został powołany do Wehrmachtu. Po wojnie w roku 1945 został kierownikiem Bibliothek der Kunstschaffenden w Berlinie. W 1947 roku uzyskał doktorat na Uniwersytecie w Berlinie. Habilitację uzyskał w 1951, następnie został profesorem filologii klasycznej. Od września 1953 roku wykładał byzantynistykę i hellenistykę na Uniwersytecie Humboldta w Berlinie (HUB). W latach 1964–1969 był dyrektorem Instituts für griechisch-römische Altertumskunde. W latach 1958–1968 był dyrektorem Instituts für Byzantinistik w Martin-Luther-Universität Halle-Wittenberg. Od 1985 roku na emeryturze. Wielokrotnie odznaczany przez władze NRD. Jego liczne kontakty międzynarodowe spowodowały, że został tajnym współpracownikiem Stasi (pseudonim „John”). Zmarł niespodziewanie w 2000 w wyniku udaru w Rzymie, gdzie przebywał jako uczestnik konferencji naukowej.

## Publikacje w polskich periodykach
- Bizancjum. Pięć wykładów, Wrocław 1972.
- Das Byzanzbild des 20 Jahrhunderts, „Balcanica Posnaniensia” 4 (1989), s. 57-67.
- Soziologischen zur Entztehung deer Neugriechischen Litteratur, „Eos” 57 (1967-1968), s. 194-197.
- Zur Geschichtstheorie dur Justinienischen Epoche, w: Acta Convertus XI „Eirene”, Warszawa: Ossolineum 1971,  s. 337-346.
- Stosunki intelektualne za panowania cesarza Justyniana, „Sprawozdania z prac naukowych Wydziału Nauk Społecznych PAN”, (1966), z. 2, s. 41-47.

## Wybrane publikacje
- Antike Literatur als Weltliteratur in der Sicht Goethes, Jena 1972.
- Praktische Einführung in das Studium der Altertumswissenschaften (Herausgeber), Berlin 1954.
- Einführung in die Byzantinistik, Berlin 1971.
- Sokrates. Versuch einer Biografie, Leipzig 1982.
- Einleitung in die klassischen Altertumswissenschaften. Ein Informationsbuch (Herausgeber), Berlin 1986
- Lexikon der Antike (Herausgeber), Leipzig 1987.